# Psychotria brachyceras
Psychotria brachyceras är en måreväxtart som beskrevs av Johannes Müller Argoviensis. Psychotria brachyceras ingår i släktet Psychotria och familjen måreväxter. Inga underarter finns listade i Catalogue of Life.